# Rochov
Rochov település Csehországban, a Litoměřicei járásban. Rochov Keblice, Vrbičany, Chotěšov és Brozany nad Ohří településekkel határos. Lakosainak száma 139 fő (2024. január 1.).

## Népesség
A település lakosságának változását az alábbi diagram mutatja:
| Lakosok száma | 231  | 283  | 336  | 177  | 152  | 113  | 113  | 116  | 153  | 139  |
|               | 1869 | 1900 | 1921 | 1961 | 1980 | 2011 | 2016 | 2019 | 2021 | 2024 |